# Miklós Rózsa
Miklós Rózsa (Budapest, 18 de abril de 1907 - Los Ángeles, 27 de julio de 1995) fue un compositor de música sinfónica y cinematográfica, especializado en películas de corte histórico.
Nacido en Hungría, consiguió la ciudadanía estadounidense. Se formó musicalmente en Alemania (1925–1931) y desarrolló su vida profesional en Francia (1931–1935), el Reino Unido (1935–1940) y los Estados Unidos (1940–1995), con extensas estancias en Italia de 1953 en adelante. Es sobre todo conocido por sus casi cien bandas sonoras para películas. Sin embargo, mantuvo una firme lealtad a los conciertos de música clásica, a través de lo que llamaba su «doble vida.»
Rózsa alcanzó el éxito en Europa, cuando todavía era muy joven, con su composición orquestal Theme, Variations, and Finale (Op. 13) de 1933; destacó pronto en la industria cinematográfica con música para películas como Las cuatro plumas (The Four Feathers, 1939) and El ladrón de Bagdad (The Thief of Bagdad, 1940). Este último proyecto le llevó a Hollywood cuando la producción se trasladó allí desde una Gran Bretaña en guerra; Rózsa permaneció en los Estados Unidos y consiguió la ciudadanía en 1946.

## Biografía
Después de estudiar en su país obteniendo desde muy pequeño gran éxito con sus conciertos y composiciones, continuó sus estudios en el Conservatorio de Leipzig. Allí, el compositor Marcel Dupré le aconsejó mudarse a París, cosa que Rózsa hizo en 1932.
En 1934, su amigo, el compositor Arthur Honegger, lo introdujo en la música cinematográfica. Se trasladó posteriormente a Londres para perfeccionar su arte y de allí, su amigo y compatriota Alexander Korda lo llevó a Hollywood para participar en la música de la película El ladrón de Bagdad (The Thief of Bagdad, 1940). Permanecerá en California por el resto de su vida, aportando su música a más de cien películas.
Fue candidato al Premio Óscar en dieciséis ocasiones, obteniéndolo en tres ocasiones, por Recuerda (Spellbound, 1945), Doble vida (A Double Life, 1947) y Ben-Hur (1959).

## Estilo
Miklós Rózsa se sitúa dentro de la tradición postromántica, con un desbordante poder melódico, contrapuntístico y cromático propio de la tradición musical húngara de compositores como Béla Bartók o Zoltán Kodály, a lo que se une una suntuosa orquestación de estilo wagneriano. Son los postulados wagnerianos los que sirven de punto de partida en su forma de abordar la música cinematográfica: uso del leitmotiv para personajes y situaciones y la melodía continua. Este estilo llevó al género a una profundidad musical de cotas elevadísimas, en gran medida no superadas.

## Obras
Además de destacadas bandas sonoras, perfectamente desarrolladas a lo largo del entramado argumental, destacan una sinfonía, los conciertos para piano, viola, violín y violonchelo, obras de cámara (como una sonata para violín) y poemas sinfónicos.
Fue maestro de John Williams y de Jerry Goldsmith, otros compositores célebres en el mundo del cine.

## Filmografía
Esta filmografía no está completa. (NOTA: Puedes ayudar completándola)
| Año  | Título Película                                                                    | Director                                    | Tipo de obra                                                                                         |
| ---- | ---------------------------------------------------------------------------------- | ------------------------------------------- | --- |
| 1937 | El delator anónimo (The Squeaker)                                                  | William K. Howard                           | Música de película                                                                                   |
| 1937 | Pánico en la banca (Thunder in the City)                                           | Marion Gering                               | Música de película                                                                                   |
| 1937 | La condesa Alexandra (Knight without armour)                                       | Jacques Feyder                              | Música de película                                                                                   |
| 1937 | The Green Cockatoo                                                                 | William Cameron Menzies                     | Música de película                                                                                   |
| 1938 | El divorcio de la señorita X (The Divorce of Lady X)                               | Tim Whelan                                  | Música de película                                                                                   |
| 1939 | Las cuatro plumas (The Four Feathers)                                              | Zoltan Korda                                | Música de película, con Lionel Salter (sin acreditar)                                                |
| 1939 | Mientras arde el fuego (On the Night of the Fire / The Fugitive)                   | Brian Desmond Hurst                         | Música de película                                                                                   |
| 1939 | El espía negro (The Spy in Black / U-boat 29)                                      | Michael Powell                              | Música de película                                                                                   |
| 1940 | Diez días en París (Ten Days in Paris)                                             | Tim Whelan                                  | Música de película                                                                                   |
| 1940 | El ladrón de Bagdad (The Thief of Bagdad)                                          | Ludwig Berger / Michael Powell / Tim Whelan | Música de película y canciones, nominada al Óscar                                                    |
| 1941 | Música inmortal (The Great Awakening)                                              | Reinhold Schünzel                           | Música de película y adaptaciones de música de Schubert                                              |
| 1941 | Lydia                                                                              | Julien Duvivier                             | Música de película, nominada al Óscar                                                                |
| 1941 | Cuando muere el día (Sundown)                                                      | Henry Hathaway                              | Música de película, nominada al Óscar                                                                |
| 1941 | Lady Hamilton (That Hamilton Woman)                                                | Alexander Korda                             | Música de película                                                                                   |
| 1942 | Jacaré —documental—                                                                | Charles E. Ford                             | Banda sonora                                                                                         |
| 1942 | El libro de la selva (Jungle Book)                                                 | Zoltan Korda                                | Música de película, nominada al Óscar                                                                |
| 1942 | Ser o no ser (To Be or Not to Be)                                                  | Ernst Lubitsch                              | Música complementaria (sin acreditar) —banda sonora de Werner R. Heymann—                            |
| 1943 | Cinco tumbas al Cairo (Five Graves to Cairo)                                       | Billy Wilder                                | Música de película                                                                                   |
| 1943 | Sahara                                                                             | Zoltan Korda                                | Música de película                                                                                   |
| 1943 | Sangre en Filipinas (So Proudly We Hail!)                                          | Mark Sandrich                               | Música de película                                                                                   |
| 1943 | Una mujer de la ciudad (The Woman of the Town)                                     | George Archainbaud                          | Música de película                                                                                   |
| 1944 | Aguas turbias (Dark Waters)                                                        | André de Toth                               | Música de película                                                                                   |
| 1944 | Pacto de sangre / Perdición (Double Indemnity)                                     | Billy Wilder                                | Música de película, nominada al Óscar                                                                |
| 1944 | The Hour Before the Dawn                                                           | Frank Tuttle                                | Música de película                                                                                   |
| 1945 | Sangre sobre el sol (Blood on the Sun)                                             | Frank Lloyd                                 | Música de película                                                                                   |
| 1945 | La dama del tren (Lady on a Train)                                                 | Charles Henri David                         | Música de película                                                                                   |
| 1945 | Días sin huella (The Lost Weekend)                                                 | Billy Wilder                                | Música de película, nominada al Óscar                                                                |
| 1945 | The Man in Half Moon Street                                                        | Ralph Murphy                                | Música de película                                                                                   |
| 1945 | Canción inolvidable (A Song to Remember)                                           | Charles Vidor                               | Música de película, nominada al Óscar, con Morris Stoloff como director musical                      |
| 1945 | Cuéntame tu vida / Recuerda (Spellbound)                                           | Alfred Hitchcock                            | Música de película, ganadora del Óscar a la mejor «banda sonora de una película dramática o comedia» |
| 1946 | Su primera noche (Because of Him)                                                  | Richard Wallace                             | Música de película                                                                                   |
| 1946 | Los asesinos (The Killers)                                                         | Robert Siodmak                              | Música de película, nominada al Óscar                                                                |
| 1946 | El extraño amor / caso / crimen de Martha Ivers (The Strange Love of Martha Ivers) | Lewis Milestone                             | Música de película                                                                                   |
| 1947 | Fuerza bruta (Brute Force)                                                         | Jules Dassin                                | Música de película                                                                                   |
| 1947 | La hija del pecado (Desert Fury)                                                   | Lewis Allen                                 | Música de película                                                                                   |
| 1947 | Pasión en la selva (The Macomber Affair)                                           | Zoltan Korda                                | Música de película                                                                                   |
| 1947 | Doble vida (A Double Life)                                                         | George Cukor                                | Música de película, ganadora del Óscar a la mejor «banda sonora de una película dramática o comedia» |
| 1947 | El otro amor (The Other Love)                                                      | André de Toth                               | Música de película                                                                                   |
| 1947 | La casa roja (The Red House)                                                       | Delmer Daves                                | Música de película                                                                                   |
| 1947 | Scheherezade (Song of Scheherezade)                                                | Walter Reisch                               | Música de película                                                                                   |
| 1947 | Almas borrascosas (Time Out of Mind)                                               | Robert Siodmak                              | Música de película                                                                                   |
| 1948 | Sangre en las manos (Kiss the Blood Off My Hands)                                  | Norman Foster                               | Música de película                                                                                   |
| 1948 | La ciudad desnuda (The Naked City)                                                 | Jules Dassin                                | Música de película, con Frank Skinner                                                                |
| 1948 | Secreto tras la puerta (Secret Beyond the Door)                                    | Fritz Lang                                  | Música de película                                                                                   |
| 1948 | Venganza de mujer (A Woman's Vengeance)                                            | Zoltan Korda                                | Música de película                                                                                   |
| 1949 | La costilla de Adán (Adam's Rib)                                                   | George Cukor                                | Música de película                                                                                   |
| 1949 | Soborno (The Bribe)                                                                | Robert Z. Leonard                           | Música de película                                                                                   |
| 1949 | Sublime decisión (Command Decision)                                                | Sam Wood                                    | Música de película                                                                                   |
| 1949 | El abrazo de la muerte / Sin ley y sin alma (Criss Cross)                          | Robert Siodmak                              | Música de película                                                                                   |
| 1949 | Mundos opuestos (East Side, West Side)                                             | Mervin LeRoy                                | Música de película                                                                                   |
| 1949 | Madame Bovary                                                                      | Vincente Minnelli                           | Música de película                                                                                   |
| 1949 | El Danubio rojo (The Red Danube)                                                   | George Sidney                               | Música de película                                                                                   |
| 1950 | La jungla de asfalto / Mientras la ciudad duerme (The Asphalt Jungle)              | John Huston                                 | Música de película                                                                                   |
| 1950 | Crisis                                                                             | Richard Brooks                              | Música de película                                                                                   |
| 1950 | La historia de los Miniver (The Miniver Story)                                     | H. C. Potter                                | Adaptación musical. Otros temas musicales de Herbert Stothart                                        |
| 1951 | Quo vadis? (candidato al Óscar)                                                    | Mervyn LeRoy                                | Música de película                                                                                   |
| 1952 | The Plymouth Adventure                                                             | Clarence Brown                              | Música de película                                                                                   |
| 1952 | Ivanhoe (candidato al Óscar)                                                       | Richard Thorpe                              | Música de película                                                                                   |
| 1953 | Tres amores                                                                        | Vincente Minnelli / Gottfried Reinhardt     | Música de película                                                                                   |
| 1953 | Julio César (candidato al Óscar)                                                   | Joseph L. Mankiewicz                        | Música de película                                                                                   |
| 1953 | Young Bess                                                                         | George Sidney                               | Música de película                                                                                   |
| 1953 | Los caballeros del rey Arturo                                                      | Richard Thorpe                              | Música de película                                                                                   |
| 1953 | Todos los hermanos eran valientes                                                  | Richard Thorpe                              | Música de película                                                                                   |
| 1954 | Escuadrilla heroica                                                                | Andrew Marton                               | Música de película                                                                                   |
| 1954 | La cresta de la ola (Seagulls over Sorrento)                                       | John Boulting                               | Música de película                                                                                   |
| 1954 | El valle de los reyes                                                              | Robert Pirosh                               | Música de película                                                                                   |
| 1954 | Fuego verde                                                                        | Andrew Marton                               | Música de película                                                                                   |
| 1955 | El capitán del rey                                                                 | Robert Z. Leonard                           | Música de película                                                                                   |
| 1955 | Los contrabandistas de Moonfleet                                                   | Fritz Lang                                  | Música de película                                                                                   |
| 1955 | Astucias de mujer                                                                  | David Miller                                | Música de película                                                                                   |
| 1956 | Cruce de destinos                                                                  | George Cukor                                | Música de película                                                                                   |
| 1956 | El loco del pelo rojo                                                              | Vincente Minnelli                           | Música de película                                                                                   |
| 1958 | Tiempo de amar, tiempo de morir                                                    | Douglas Sirk                                | Música de película                                                                                   |
| 1959 | Ben-Hur (Óscar a la mejor Música de film dramático)                                | William Wyler                               | Música de película                                                                                   |
| 1961 | El Cid (candidato al Óscar)                                                        | Anthony Mann                                | Música de película                                                                                   |
| 1961 | Rey de reyes                                                                       | Nicholas Ray                                | Música de película                                                                                   |
| 1962 | Sodoma y Gomorra                                                                   | Robert Aldrich                              | Música de película                                                                                   |
| 1963 | Hotel Internacional                                                                | Anthony Asquith                             | Música de película                                                                                   |
| 1968 | El poder                                                                           | Byron Haskin                                | Música de película                                                                                   |
| 1968 | Los boinas verdes                                                                  | John Wayne / Ray Kellogg                    | Música de película                                                                                   |
| 1970 | La vida privada de Sherlock Holmes                                                 | Billy Wilder                                | Música de película                                                                                   |
| 1973 | El viaje fantástico de Simbad                                                      | Gordon Hessler                              | Música de película                                                                                   |
| 1977 | Providence                                                                         | Alain Resnais                               | Música de película                                                                                   |
| 1978 | Fedora                                                                             | Billy Wilder                                | Música de película                                                                                   |
| 1979 | Time After Time                                                                    | Nicholas Meyer                              | Música de película                                                                                   |
| 1981 | El ojo de la aguja                                                                 | Richard Marquand                            | Música de película                                                                                   |
| 1982 | Dead men don't wear plaid                                                          | Carl Reiner                                 | Música de película                                                                                   |

## Premios y distinciones
Premios Óscar
| Año  | Categoría                                              | Película                    | Resultado |
| ---- | ------------------------------------------------------ | --------------------------- | --------- |
| 1941 | Mejor banda sonora original                            | El ladrón de Bagdad         | Nominado  |
| 1942 | Mejor banda sonora                                     | Cuando muere el día         | Nominado  |
| 1942 | Mejor banda sonora                                     | Lydia                       | Nominado  |
| 1943 | Mejor banda sonora de una película dramática o comedia | El libro de la selva        | Nominado  |
| 1945 | Mejor banda sonora de una película dramática o comedia | Pacto de sangre / Perdición | Nominado  |
| 1945 | Mejor banda sonora de una película dramática o comedia | Woman of the Town           | Nominado  |
| 1946 | Mejor banda sonora de una película dramática o comedia | Spellbound                  | Ganador   |
| 1946 | Mejor banda sonora de una película dramática o comedia | Canción inolvidable         | Nominado  |
| 1946 | Mejor banda sonora de una película dramática o comedia | Días sin huella             | Nominado  |
| 1947 | Mejor banda sonora de una película dramática o comedia | Forajidos                   | Nominado  |
| 1948 | Mejor banda sonora de una película dramática o comedia | Doble vida                  | Ganador   |
| 1952 | Mejor banda sonora de una película dramática o comedia | Quo vadis?                  | Nominado  |
| 1953 | Mejor banda sonora de una película dramática o comedia | Ivanhoe                     | Nominado  |
| 1954 | Mejor banda sonora de una película dramática o comedia | Julio César                 | Nominado  |
| 1960 | Mejor banda sonora de una película dramática o comedia | Ben-Hur                     | Ganador   |
| 1962 | Mejor banda sonora de una película dramática o comedia | El Cid                      | Nominado  |
| 1962 | Mejor canción original                                 | El Cid                      | Nominado  |